# Marek Święcicki
Marek Święcicki (ur. 19 maja?/1 czerwca 1915 w Odessie, zm. 11 sierpnia 1994) – korespondent wojenny, dziennikarz, działacz polonijny.

## Życiorys
Urodził się w Odessie w rodzinie Michała i Emilii (z domu Mogajewskiej). Po ukończeniu gimnazjum, przeniósł się do Warszawy gdzie ukończył studia humanistyczne w 1939 roku. 
Od 1935 roku był redaktorem tygodnika akademickiego „Dekada” i pracował dla agencji informacyjnej „Iskra”. Po wybuchu II wojny światowej znalazł się we Francji (Paryż) gdzie pracował jako korespondent. Od lata 1940 był żołnierzem 2 batalionu 1 Brygady Strzelców tzw. „Kratkowanych Lwiątek”. Należał do zespołu oświatowego. Należał do głównych pomysłodawców, a następnie został drugim (po Bohdanie Witwickim) edytorem wojennego wydania batalionowego biuletynu „Wiadomości”. Biuletyn-tygodnik wydawany był przez ponad 2 lata (okres pobytu batalionu w miejscach bez dostępu do prasy) w nakładzie kilkuset sztuk. 
Brał czynny udział w organizowaniu występów artystycznych (w wykonaniu żołnierzy), w tym dorocznych humorystycznych szopek noworocznych z postaciami znanych polityków i dowódców Polskiej Armii (pisząc m.in. teksty). Należał też do grupy organizatorów kursów szkoły średniej dla żołnierzy batalionu będąc jednocześnie wykładowcą języka polskiego. Wiosną 1943 roku, podczas reorganizacji batalionu, decyzją dowództwa korpusu przeniesiony do redakcji „Dziennika Żołnierza” (wydawanego w Glasgow). W 1944 roku został wysłany przez naczelne dowództwo do strefy bezpośrednich działań wojennych i stał się korespondentem przy 1 Samodzielnej Brygadzie Spadochronowej, m.in. w czasie bitwy pod Arnhem. Był również korespondentem z frontu włoskiego. Zakończył służbę w stopniu podporucznika. Za odwagę podczas pełnienia obowiązków został odznaczony Krzyżem Walecznych. 
Po wojnie rozpoczął pracę w „Dzienniku Polskim” w Londynie, a w 1952 roku został pracownikiem Rozgłośni Radia Wolna Europa, gdzie był zastępcą Jana Nowaka-Jeziorańskiego. Opuścił rozgłośnię wskutek konfliktu ze swoim szefem i wyemigrował do USA (1956); zamieszkał w Waszyngtonie i przez wiele lat (1958–1991) był pracownikiem sekcji polskiej rozgłośni Głos Ameryki (m.in. na stanowisku bureau chief). Był autorem cyklu cotygodniowych felietonów Rozmaitości amerykańskich poruszających problemy życia i obyczajów w USA. Program ten Święcicki kontynuował przez kilkanaście lat. W czasie stanu wojennego w Polsce prowadził codzienną audycję Echa wydarzeń dnia. Był też autorem cyklu Z mikrofonem przez historię poświęconego zbrodniom komunizmu, w tym zbrodni katyńskiej. Należał do Polish Institute of Arts and Sciences of America (P.I.A.S.A.), Instytutu Piłsudskiego w Ameryce, Polish - American Art Association, Washington.
Zmarł na raka w wieku 79 lat. 
Jego żoną była artystka grafik Krystyna Kuratowska (zm. 2008 r.); miał syna Michaela (ur. 1951 r.).

## Książki
- Czerwone diabły pod Arnhem, wyd. Oddział Kultury i Prasy 2 Korpusu, Rzym 1945 (ang. wersja językowa: With Red Devils at Arnhem, London 1945; holenderska: Roode duivels in Arnhem, Amsterdam 1945)
- Za siedmioma rzekami była Bolonia. Ostatnia bitwa II Korpusu we Włoszech, 1945 (ang. wersja językowa: Seven Rivers to Bologna London 1946)
- Ostatni rok wojny. Wrażenia korespondenta wojennego, wyd. Książnica Polska, Glasgow 1946
- Gentleman z Michigan, wyd. Polska Fundacja Kulturalna, Londyn 1970 (razem z Różą Nowotarską)
- Pasażer na gapę. Opowiadania, wyd. Polska Fundacja Kulturalna, Londyn 1983
- Z mikrofonem przez USA: audycje "Głosu Ameryki", wyd. Oficyna Wydawnicza RYTM: Oficyna Wydawnicza POKOLENIE, Warszawa 1991
- 40 lat w Waszyngtonie. Książka niedokończona, wyd. DiG, 1995